# جوردن سميث (فنان قتال مختلط)
جوردن سميث (بالإنجليزية: Jordan Smith)‏ هو فنان قتال مختلط أمريكي، ولد في 25 ديسمبر 1984 في انجلس في الفلبين.

## وصلات خارجية
- جوردن سميث على موقع بيلاتور (الإنجليزية)
- جوردن سميث على موقع شيردوغ (الإنجليزية)
- جوردن سميث على موقع IMDb (الإنجليزية)